# Certificato di conoscenza della lingua italiana
Pour les articles homonymes, voir Celi (homonymie).
Le Certificato di conoscenza della Lingua Italiana (CELI) est un certificat de connaissance de la langue italienne.
Les niveaux du CELI par difficulté sont :
- CELI – Impatto ;
- CELI 1 ;
- CELI 2 ;
- CELI 3 ;
- CELI 4 ;
- CELI 5.